# Сакалаускас, Витаутас Владович
Витаутас Владович Сакалаускас (лит. Vytautas Sakalauskas; 24 апреля 1933, Каунас, Литва — 29 мая 2001, Вильнюс, Литва) — советский партийный и государственный деятель, Председатель Совета Министров Литовской ССР (1985—1990).

## Биография
Окончил в 1957 году механический факультет, а в 1964 году — факультет промышленности и экономики Каунасского политехнического института.
С 1957 года до 1963 года на каунасском заводе специальных станков «Приекалас» („Priekalas“): старший мастер, начальник участка, главный инженер, директор завода. С 1963 года был заместителем начальника Управления машиностроения СНХ Литовской ССР. С 1965 года заместитель заведующего, затем в 1967—1969 годах заведующий промышленно-транспортным отделом ЦК КП Литвы.
С 1969 года председатель Вильнюсского горисполкома, с 1974 года — первый секретарь Вильнюсского горкома КП Литвы.
С 1983 года был первым заместителем Председателя Совета Министров Литовской ССР. С 1984 года — инспектор ЦК КПСС.
С ноября 1985 года председатель Совета Министров Литовской ССР.
В 1990—1992 годах советник-посланник по экономическим вопросам посольства СССР (с 1991 года Российской Федерации) в Мозамбике. С 1992 года работал на Балтийской бирже (Baltijos birža), в 1993—1997 годах её президент.
Член КПСС с 1960 года. Депутат Верховного Совета СССР (1974—1989). Кандидат в члены ЦК КПСС в 1986—1990 годах.

## Награды и звания
Награждён орденом Октябрьской Революции, двумя орденами Трудового Красного Знамени, орденом «Знак Почёта».